# Amastus nigrescens
Amastus nigrescens là một loài bướm đêm thuộc phân họ Arctiinae, họ Erebidae.